# Klaus Hempfling
Klaus Ferdinand Hempfling (født 1957 i Westfalen) er en tysk foregangsmand indenfor hestepsykologi og forfatter.
Hans første bestsellerbog At danse med heste er udkommet på 14 sprog.
Han har boet 25 år i Spanien og flyttede til Danmark i 2002, hvor han i dag bor og har sin konsulentvirksomhed